# Spencer (Idaho)
Spencer és una població dels Estats Units a l'estat d'Idaho. Segons el cens del 2000 tenia 38 habitants.

## Demografia
Segons el cens del 2000, Spencer tenia 38 habitants, 17 habitatges, i 12 famílies. La densitat de població era de 13 habitants/km².
Per edats la població es repartia de la següent manera: un 15,8% tenia menys de 18 anys, un 0% entre 18 i 24, un 23,7% entre 25 i 44, un 39,5% de 45 a 60 i un 21,1% 65 anys o més.
L'edat mediana era de 55 anys. Per cada 100 dones de 18 o més anys hi havia 113,3 homes.
La renda mediana per habitatge era de 21.875 $ i la renda mediana per família de 21.250 $. Els homes tenien una renda mediana d'11.250 $ mentre que les dones 6.250 $. La renda per capita de la població era d'11.711 $. Aproximadament el 40% de les famílies i el 56,8% de la població estaven per davall del llindar de pobresa.

## Poblacions més properes
El següent diagrama mostra les poblacions més properes.